# Elmer Bennett
Elmer James Bennett (Evanston, Illinois,13 de febrero de 1970) es un exjugador de baloncesto que jugaba en la posición de base.

## Trayectoria deportiva

### High School y Universidad
En su etapa como jugador de instituto llegó a ser nombrado Mister Basketball del estado de Texas de la temporada 87-88. Después jugó en la universidad de Notre Dame desde 1988 hasta 1992, donde consiguió unas estadísticas de casi 15 puntos y 4,2 asistencias.

### NBA
Fue elegido en el Draft de 1992 por Atlanta Hawks en el puesto 38 de la 2ª ronda. Sin embargo, no consiguió un contrato NBA, por lo que tuvo que foguearse en la CBA, liga en la que tendría unas destacadas actuaciones que llamarían la atención de los equipos NBA y le permitieron tener habitualmente contratos temporales en la liga. Estuvo durante una misma temporada en varios equipos pero nunca se hizo un hueco, e incluso llegó a firmar por Portland Trail Blazers siendo cortado sin debutar. Volvió a la CBA y consiguió ser campeón y MVP de la final de la CBA con el Oklahoma City Cavalry en la 1996-97. 
La siguiente temporada, tras haber jugado en Cleveland Cavaliers, Philadelphia 76ers (donde coincidió con Derrick Alston), Houston Rockets y Denver Nuggets, en los que no dispuso de mucha continuidad (solo llegó a jugar 21 partidos NBA en tres temporadas), decidió empezar su aventura europea.

### ACB
Tras pequeñas experiencias en el baloncesto italiano, recaló en la Liga ACB de la mano del Tau Vitoria en la temporada 1997-98, destacándose rápidamente como un base rápido y anotador.
En febrero de 1999, conquista la Copa del Rey y es nombrado MVP del torneo.
Permaneció en España durante 11 temporadas jugando también para el Real Madrid Baloncesto y Joventut de Badalona principalmente.
Destacó como uno de los mejores bases de la Liga ACB en esa última década siendo líder en asistencias de la Liga ACB durante cinco temporadas, cuatro de ellas de forma consecutivas (1998-2002).
En la temporada 2007-08 se incorporó al Cajasol de la liga ACB de España y se convirtió en un jugador muy importante para el equipo evitando el descenso a la LEB. A comienzos de la temporada 2008-09, transcurridas tan solo 4 jornadas, Bennett, anunció su retirada  a los 38 años de edad.
En su recorrido por la liga española además fue compañero y «tutor» de José Manuel Calderón y Ricky Rubio.

## Palmarés
- 1996-1997 Campeón y MVP de la Final de la CBA con el Oklahoma City Cavalry.
- 1999-Copa del Rey Campeón y MVP con el Tau Cerámica.
- 2002-Copa del Rey con el Tau Cerámica.
- 2001-2002 Liga ACB Campeón y MVP de la final con el Tau Cerámica.
- Mejor Quinteto de la ACB (1): 2004.
- 2004-2005 Liga ACB Campeón con Real Madrid.
- 2005-2006 Eurocopa de la FIBA Campeón con Joventut de Badalona.
- Líder en asistencias de la Liga ACB durante cinco temporadas, cuatro consecutivas (1998-2002) y 2003-04 con Real Madrid.